# Kitana Baker
Kitana Baker właśc. Christi Michell Josenhans (ur. 15 lipca 1977 w Anaheim) – amerykańska aktorka i modelka, znana głównie z magazynu Playboy.
W 2002 roku występowała, wraz z Tanyą Ballinger, w reklamach promujących markę piwa Miller Lite.

## Filmografia

### Filmy
- 2009: White on Rice jako Sprzedawczyni bielizny
- 2004: Incydent w Loch Ness jako ona sama
- 2003: Windy City Heat jako Svetlana
- 2003: Okrucieństwo nie do przyjęcia jako Dziewczyna do towarzystwa z Santa Fe
- 2002: Bachelorette Party Exposed
- 2002: Król Skorpion jako kobieta barbarzyńca
- 2002: Model Solution, The jako Jannelle
- 2002: Auto Focus jako Uśmiechnięta dziewczyna
- 2002: Playboy: Roommates jako ona sama
- 2001: Slammed jako Linda

### Seriale
- 2002-2003: Gliniarze bez odznak jako energiczna dziewczyna na imprezie